# Doctor's Advocate
Doctor's Advocate es el segundo álbum de estudió del rapero The Game, el cual salió a la venta el 14 de noviembre de 2006 y alcanzó la primera posición en la lista de los Estados Unidos (al igual que su primer álbum), aunque vendió menos que su predecesor. Este álbum recibió críticas favorables en sitios importantes como Rolling Stone y en The New York Times. Fueron concebidos tres sencillo "It's Okay (One Blood)" con el cantante jamaicano Junior Reid, "Let's Ride" (sencillo con mayor suerte de este álbum) y "Wouldn't Get Far" producido y en colaboración de Kanye West

## Lista de canciones
| #  | Título                         | Productor           | Colaborador                  | Duración |
| -- | ------------------------------ | ------------------- | ---------------------------- | -------- |
| 1  | "Lookin' at You"               | Urban EP Pope       | —                            | 3:37     |
| 2  | "Da Shit"                      | DJ Khalil           | —                            | 5:23     |
| 3  | "It's Okay (One Blood)"        | Reefa               | Junior Reid                  | 4:20     |
| 4  | "Compton"                      | Will.I.Am           | Will.I.Am                    | 4:41     |
| 5  | "Remedy"                       | Just Blaze          | —                            | 2:57     |
| 6  | "Let's Ride"                   | Scott Storch        | —                            | 4:00     |
| 7  | "Too Much"                     | Scott Storch        | Nate Dogg                    | 4:11     |
| 8  | "Wouldn't Get Far"             | Kanye West          | Kanye West                   | 4:12     |
| 9  | "Scream on 'Em"                | Swizz Beatz         | —                            | 4:18     |
| 10 | "One Night"                    | Nottz               | —                            | 4:27     |
| 11 | "Doctor's Advocate"            | Jonathan "JR" Rotem | Busta Rhymes, Chauncey Black | 5:03     |
| 12 | "Ol' English"                  | Hi-Tek              | Dion                         | 4:44     |
| 13 | "California Vacation"          | Jonathan "JR" Rotem | Snoop Dogg, Xzibit           | 4:28     |
| 14 | "Bang"                         | Jelly Roll          | Kurupt, Daz                  | 3:37     |
| 15 | "Around the World"             | Mr. Porter          | Jamie Foxx                   | 4:05     |
| 16 | "Why You Hate The Game"        | Just Blaze          | Nas, Marsha                  | 9:22     |
| 17 | "I'm Chillin" [UK Bonus Track] | The Neptunes        | Pharrell Williams            | 4:33     |

## Posiciones
| Listas                                | Posición |
| ------------------------------------- | -------- |
| Australian Albums Chart               | 20       |
| Austrian Albums Chart                 | 12       |
| Dutch Albums Chart                    | 19       |
| French Albums Chart                   | 9        |
| Canadian Albums Chart                 | 2        |
| German Albums Chart                   | 17       |
| Irish Albums Chart                    | 8        |
| New Zealand Albums Chart              | 15       |
| Norwegian Albums Chart                | 14       |
| Swiss Albums Chart                    | 15       |
| U.S. Billboard 200                    | 1        |
| U.S. Billboard Top R&B/Hip-Hop Albums | 1        |
| U.S. Billboard Top Rap Albums         | 1        |
| UK Albums Chart                       | 10       |

## Sencillos
| Año  | Canción                                     | Posición | Posición | Posición | Posición | Posición | Posición | Posición | Posición    | Posición    | Posición |
| Año  | Canción                                     | US       | US R&B   | US Rap   | Austria  | Finland  | Germany  | Ireland  | New Zealand | Switzerland | UK       |
| 2006 | "It's Okay (One Blood)" (feat. Junior Reid) | 71       | 33       | 16       | 68       | 9        | 41       | 16       | 25          | -           | 21       |
| 2006 | "Let's Ride"                                | 46       | 55       | 14       | -        | 12       | 74       | 36       | 17          | 79          | 42       |
| 2007 | "Wouldn't Get Far" (featuring Kanye West)   | 64       | 26       | 11       | -        | -        | -        | -        | -           | -           | 3        |